# 第九軍團 (美國)
美國第九軍團（英語：Ninth United States Army）是美國陸軍的一個軍團，成立於諾曼第登陸前幾周，由威廉·辛普森中將指揮。1945年10月10日在布拉格堡解編。2012年，第九軍團重啟，並指定為美國非洲陸軍。